# Rickshausen
Rickshausen ist ein bewohnter Gemeindeteil der Gemeinde Bersteland im Landkreis Dahme-Spreewald in Brandenburg.

## Geografische Lage
Der Gemeindeteil liegt am östlichen Rand der Gemeinde auf der Gemarkung Niewitz und dort unmittelbar an der Bundesstraße 115, die dort von Nordwesten kommend in südöstlicher Richtung verläuft.  Nordwestlich liegt der Berstelander Ortsteil Freiwalde, südlich der Ortsteil Niewitz. Der Bereich nördlich der Bundesstraße ist überwiegend bewaldet, der Bereich südlich der Bundesstraße wird vorwiegend landwirtschaftlich genutzt und durch den Buschgraben in die Berste entwässert. Der Ort liegt auf 51 m ü. NHN.

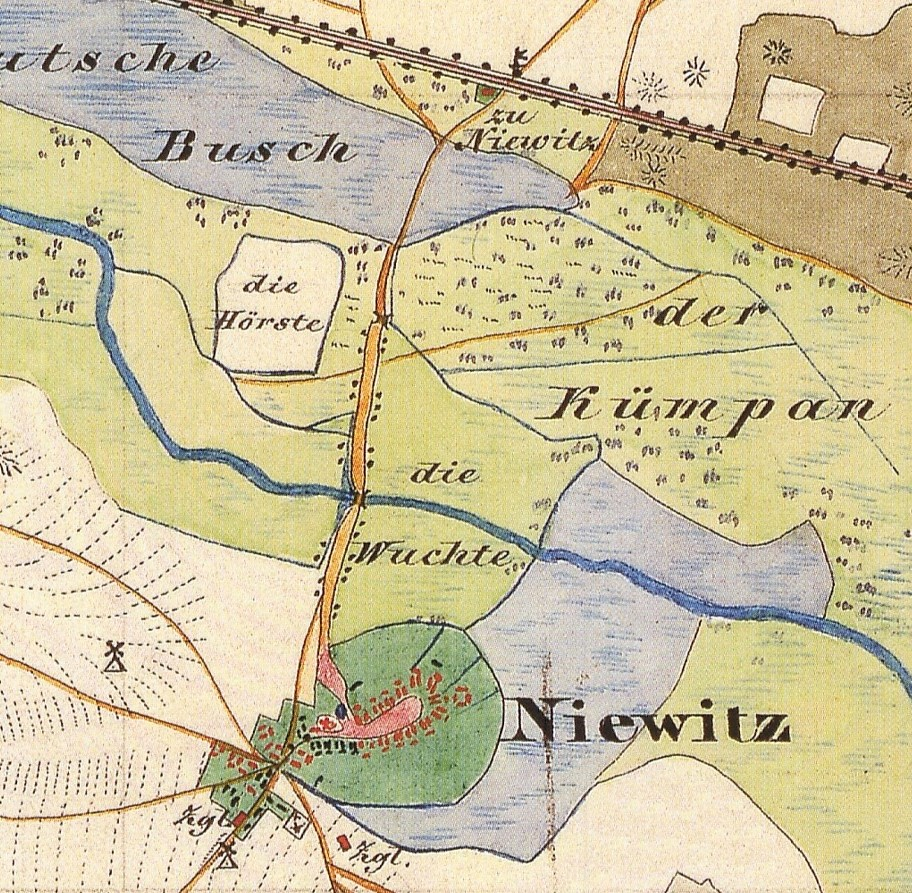
Niewitz und Rickshausen (ohne Namen) auf dem Urmesstischblatt 4048 Schönwalde von 1847

## Geschichte
Wann der Wohnplatz entstanden ist, ließ sich bisher nicht ermitteln. Der Wohnplatz ist aber bereits im Urmesstischblatt Nr. 4048 Schönwalde von 1846 eingezeichnet, allerdings ohne Name. Der Name selber ließ sich erstmals in der Arbeit von Mäcke von 1898 in der Schreibweise Rieckshausen nachweisen. Der Name ist vom Familiennamen Rieck bzw. Riek, heutige Schreibweise Rick, abgeleitet, eine Familie, die Mitte des 19. Jahrhunderts in Niewitz ansässig war. Die Topographische Karte 1:25.000 Nr. 4048 Schönwalde von 1904 hat die kleine Siedlung als Riekshausen.
Nach der Wende ist unmittelbar südwestlich des Wohnplatzes ein großer Hotelkomplex entstanden.